# 帕拉姆普尔
帕拉姆普尔（Palampur），是印度喜马偕尔邦坎格拉縣的一个城镇。总人口4006（2001年）。

## 人口
该地2001年总人口4006人，其中男性2147人，女性1859人；0—6岁人口333人，其中男180人，女153人；识字率71.04%，其中男性为72.57%，女性为69.28%。